# Snov
Snov (rus. Снов ; ukr. Снов) je rijeka u Brjanskoj oblasti u Rusiji i Černigovskoj oblasti u Ukrajini. Desni je pritok rijeke Desne, pritoka Dnjepra.
Dužina rijeke je 253 km. Površina njegovog slijeva je 8.700 km2. Snov se smrzava u studenom - krajem siječnja i ostaje okovan ledom do ožujka - početka travnja. Dio rijeke čini rusko-ukrajinsku granicu.
Prema rusinskim kronikama, 1068. kod rijeke Snov odigrala se bitka između černigovskog kneza Svjatoslava Jaroslavića i Kumana predvođenih njihovim vojvodom Šarukanom.

## Vanjske poveznice
|  | Zajednički poslužitelj ima još gradiva o temi Snov |